# Agelena
Agelena este un gen de păianjeni din familia Agelenidae.

## Specii[1]
- Agelena agelenoides
- Agelena annulipedella
- Agelena atlantea
- Agelena australis
- Agelena babai
- Agelena barunae
- Agelena bifida
- Agelena borbonica
- Agelena canariensis
- Agelena chayu
- Agelena choi
- Agelena consociata
- Agelena cuspidata
- Agelena donggukensis
- Agelena doris
- Agelena dubiosa
- Agelena fagei
- Agelena funerea
- Agelena gaerdesi
- Agelena gautami
- Agelena gomerensis
- Agelena gonzalezi
- Agelena hirsutissima
- Agelena howelli
- Agelena incertissima
- Agelena inda
- Agelena injuria
- Agelena jaundea
- Agelena jirisanensis
- Agelena jumbo
- Agelena keniana
- Agelena kiboschensis
- Agelena koreana
- Agelena labyrinthica
- Agelena lawrencei
- Agelena limbata
- Agelena lingua
- Agelena littoricola
- Agelena longimamillata
- Agelena longipes
- Agelena lukla
- Agelena maracandensis
- Agelena mengeella
- Agelena mengei
- Agelena micropunctulata
- Agelena moschiensis
- Agelena mossambica
- Agelena nairobii
- Agelena nigra
- Agelena nyassana
- Agelena oaklandensis
- Agelena orientalis
- Agelena otiforma
- Agelena poliosata
- Agelena republicana
- Agelena sangzhiensis
- Agelena satmila
- Agelena scopulata
- Agelena secsuensis
- Agelena sherpa
- Agelena shillongensis
- Agelena silvatica
- Agelena suboculata
- Agelena tadzhika
- Agelena tenerifensis
- Agelena tenuella
- Agelena tenuis
- Agelena teteana
- Agelena tungchis
- Agelena zorica
- Agelena zuluana